# Pelegrina verecunda
Pelegrina verecunda är en spindelart som först beskrevs av Chamberlin, Gertsch 1930.  Pelegrina verecunda ingår i släktet Pelegrina och familjen hoppspindlar. Inga underarter finns listade i Catalogue of Life.